# Холмский морской торговый порт
Холмский морской торговый порт (официально — Публичное акционерное общество «Холмский морской торговый порт», сокращённо — ПАО «ХМТП») — стивидорная компания в российском морском порту Холмск.

## История
До Русско-японской войны в гавани, где сейчас находится порт, были рыбные промыслы. После войны японские власти сразу обратили внимание на выгодное положение незамерзающей бухты. При сдаче рыболовных участков на 1906 год японцы закрыли рыбные промыслы непосредственно в бухте Маока, так как здесь предполагалось строительство порта и города — будущего административного центра западного побережья Южного Сахалина. Первые гидротехнические сооружения были созданы в 1909—1910 годы, основные сооружения создавались в 1935—1938 года. Во времена губернаторства Карафуто порт Маока считался, наряду с Отомари, главным портом, через который шёл поток переселенцев и грузовое сообщение, особенно зимой, когда порт Отомари замерзал. Во время Советско-японской войны в порту был высажен десант, освободивший сначала город, а затем и районы Южного Сахалина.
В советские времена порт получил бурное развитие во время строительства паромной переправы Ванино — Холмск, имеющей важнейшее значение для связи острова с материком и по сей день. В 1992 году был приватизирован, образовано ОАО «Холмский морской торговый порт». С 2007 года 100 % акций порта принадлежат юридическим и физическим лицам. 29 марта 2018 компания преобразована в ПАО «Холмский морской торговый порт». С 21 ноября 2018 года Советом директоров генеральным директором ПАО «Холмский морской торговый порт» назначен Землянухин Виктор Николаевич.

## Характеристика порта

### Расположение
Холмский морской торговый порт расположен на западном побережье южной части острова Сахалин, в вершине незамерзающего залива Невельского, связан с областным центром железной и автомобильной дорогами. Круглогодичная навигация, наличие паромно-железнодорожного сообщения с материком, обеспечивает порту первостепенное значение в осуществлении транспортных связей островной области с другими регионами России. Для плавания судов он открыт круглый год. Лёд держится с начала января до середины марта, но плаванию не препятствует. Акватория порта Северным и Южным молами и прямой линией, соединяющей их конечности, делится на внутреннюю акваторию, на которой расположена гавань торгового порта, и внешний рейд. В Восточном ковше базируется яхт-клуб. Имеется несколько железнодорожных веток (до 17 веток) до станции Холмск-Сортировочный.

### Причалы порта
Морской торговый порт состоит из 9 причалов общей протяжённостью 858,4 м. Из них 7 причалов являются грузовыми (3 универсальных и 2 специализированных паромных) и 2 вспомогательными. Причалы оборудованы железнодорожными путями, что позволяет производить перегрузочные работы по прямому варианту как в сахалинские, так и материковские вагоны.

### Оборудование порта
Перегрузочное оборудование торгового порта включает 5 портальных кранов грузоподъёмностью от 5 до 20 т, 1 кран 40 т 3 автопогрузчика грузоподъёмностью до 1,5 и 3 автопогрузчика 10 т, различное технологическое оборудование для переработки труб, контейнеров ИСО, угля, грузов в контейнерах.

### Складские помещения порта
Для хранения грузов порт располагает крытыми и открытыми складами общей площадью соответственно 15,0 и 40,0 тыс. м². В крытых складах можно разместить до 10 тыс. т грузов в пакетах, а на открытых площадках — до 14 тыс. т. Вместимость угольного склада — 25-30 тыс. т.

## Навигация
Порт открыт для навигации круглый год и доступен для любых среднетоннажных судов дедвейтом до 7000 тонн. Ширина входного фарватера 140 м, глубина на входе в гавань 11-12 м, глубина в гавани более 9 м. Лоцманская проводка судов на акватории порта является обязательной. В торговый порт могут войти транспортные суда длиной до 110 м, шириной до 20 м и с осадкой до 6,0 м; паромы длиной до 127 м, шириной до 20 м, с осадкой не более 6,4 м. Восточный (или малый) ковш, расположенный в акватории торгового порта, доступен для судов с осадкой до 1,8 м.

## Деятельность
Грузооборот порта около 2,0 — 2,5 млн т грузов в год. К переработке в торговом порту принимаются все грузы, кроме наливных. Основу грузооборота торгового порта составляют каботажные грузы, перевозимые на железнодорожно-автомобильных паромах, курсирующих между Холмском и Ванино. Также с апреля 1993 года до 2015 года действовала грузовая паромная линия Холмск — Отару. Кроме того, в порту перерабатываются уголь (доля в грузообороте 66,5 %), пиломатериалы, трубы различного диаметра, различные генеральные грузы, контейнеры ИСО, нефтегазовое оборудование, рыбопродукция, цемент. Грузовые работы выполняет ПАО «Холмский морской торговый порт». На территории порта расположен морской вокзал, где размещаются таможенная, карантинная, иммиграционная и пассажирская службы.
| Год                                         | 2003    | 2004    | 2005    | 2006    | 2007    | 2008    |
| ------------------------------------------- | ------- | ------- | ------- | ------- | ------- | ------- |
| Переработка грузов (тыс. т)                 | 2 583,5 | 2 106,6 | 2 374,6 | 2 335,8 | 2 188,8 | 2 105,1 |
| Переработка леса на экспорт (тыс. т)        | 54,1    | 46,5    | 76,7    | 71,9    | 68,4    | 16,3    |
| Переработка металлолома на экспорт (тыс. т) | 7,1     | 31,6    | 37,4    | 27,0    | 26,8    | 27,4    |
| Переработка угля на каботаж (тыс. т)        | 458,2   | 234,1   | 230,1   | 187,3   | 67,1    | 6,1     |
| Получено доходов (тыс. руб.)                | 123 783 | 137 452 | 150 988 | 146 425 | 154 972 | 144 873 |

## Интересные факты
С 1951 по 1953 год начальником порта был Тимофей Борисович Гуженко, с 1970 по 1986 год занимавший пост министра морского флота СССР.